# كيرك ويلسون
كيرك ويلسون (بالإنجليزية: Kirk Wilson)‏ (7 أكتوبر 1977 بتوررانسي في الولايات المتحدة - ) هو لاعب كرة قدم أمريكي في مركز الهجوم. شارك مع منتخب الولايات المتحدة تحت 23 سنة لكرة القدم. أما مع النوادي، فقد لعب مع إمباكت مونتريال ونادي دالاس وEl Paso Patriots ‏ وRochester Rhinos ‏ وAustin Lone Stars ‏ ودي موين  مانس ‏ وGeneration Adidas ‏.

## وصلات خارجية
- كيرك ويلسون على موقع الدوري الأمريكي (الإنجليزية)
- كيرك ويلسون على موقع قاعدة بيانات كرة القدم.إي يو (الإنجليزية)